# Shortcut to Happiness – Der Teufel steckt im Detail
The Devil and Daniel Webster (deutsche DVD-Titel: Shortcut to Happiness – Der Teufel steckt im Detail und Sexy Devil) ist ein zum Jahresbeginn 2001 entstandenes Filmdrama nach der gleichnamigen Kurzgeschichte (1936) von Stephen Vincent Benét. Jennifer Love Hewitt (in der Rolle des „betörenden Teufels“) und Anthony Hopkins (als Daniel Webster) spielen die Titelrollen. Regie führte Alec Baldwin, der zugleich eine weitere Hauptrolle, die des notorisch erfolglosen Schriftstellers Jabez Stone, übernahm.

## Handlung
Jabez Stone ist ein von Erfolglosigkeit gepeinigter Autor. Was immer er anfasst, was immer er schreibt – alles erweist sich als Ladenhüter erster Güte. Bald hat er nicht einmal mehr das Geld, um Hundefutter für seinen geliebten Vierbeiner zu kaufen. Die Situation wird für ihn umso bedrückender, als sein bester Freund Julius Jensen, dem es bislang als Autor nicht unähnlich erging, mit einer Veröffentlichung endlich Erfolg hat.
Eines Tages lernt Jabez eine betörende, rothaarige Frau kennen, die ihm den Atem raubt. Sie klopft an der Tür seiner armseligen Behausung an, und er fragt „Kann ich Ihnen helfen?“ worauf die junge Dame in dem weinroten Kleid süffisant antwortet „Die Frage ist, ob ich Ihnen helfen kann“. Sie tritt ein und stellt Jabez die entscheidende Frage: „Mehr als alles auf der Welt … was ist es, was Sie sich am meisten wünschen?“ „Erfolg!!“ brüllt der verzweifelte Stone heraus. Die Dame ist die Höllenfürstin persönlich und bietet Jabez einen faustischen Pakt an: Sie werde in den kommenden zehn Jahren dafür sorgen, dass er Erfolg habe, danach aber werde seine Seele ihr gehören.
Jabez schlägt ein, ohne zu ahnen, auf was er sich da eingelassen hat. Gleich seine folgende Veröffentlichung wird ein gewaltiger Erfolg, seine Verlegerin Constance Hurry lässt eine Auflage von 100.000 Exemplaren drucken! Schließlich erhält der erstmals Erfolgreiche sogar einen wichtigen Literaturpreis und wird allenthalben gefeiert! Doch es stellt sich heraus, dass Jabez ein Plagiator ist, und sein „eigenes“ Werk von der Teufelin höchstpersönlich gestohlen wurde. Dies behauptet zumindest Freund Julius, der in seiner großen Wut Jabez Stone vor einem Massenpublikum mit einem Fausthieb niederschlägt. Bald dämmert es Jabez, mit wem er sich da eingelassen hat. Der verführerische, weibliche Teufel erklärt ihm ihr Prinzip: Wenn einer durch ihr Zutun Erfolg habe, so müsse ein anderer dafür erfolglos werden. Und dieser andere ist Julius. Jabez fleht sie an, ihn von dem Pakt zu entbinden, erntet von der Teufelin jedoch nur Hohngelächter.
In seiner Verzweiflung wendet sich Jabez Stone an Daniel Webster, den er schon einmal um Hilfe gebeten hatte. Dieser erkennt, dass sich der junge Erfolgsautor mit Haut und Haaren an den Teufel verkauft hat, eröffnet ihm aber auch einen Ausweg aus dem selbst geschaffenen Dilemma. Der glänzende Redner fordert nun den Teufel persönlich heraus. Vor einem Gericht in einer Zwischenwelt, dem ausgerechnet der düpierte ehemalige Freund Julius vorsteht, kommt es zur gewitzten Argumentations- und Redeschlacht zwischen dem Teufel und Daniel Webster, die sich beide ein glänzendes Rededuell auf höchstem Niveau liefern, bei dem nichts geringeres als Jabez Stones Seelenheil auf dem Spiel steht.

## Produktionsnotizen
The Devil and Daniel Webster entstand ab Ende Januar 2001 in New York City unter der Regie des Schauspielers Alec Baldwin, der hier sein Regiedebüt unter dem Pseudonym „Harry Kirkpatrick“ gab. Es sollte bislang seine einzige Inszenierung bleiben.
Die Uraufführung des Films verzögerte sich aufgrund von Finanzierungsschwierigkeiten erheblich, und so wurde der Film erstmals 2003 vor einem kleinen Publikum während eines Filmfestivals gezeigt. US-Massenstart war erst am 13. Juli 2007, als The Devil and Daniel Webster, nunmehr unter dem neuen Titel Shortcut to Happiness, in einigen ausgewählten Kinos der Vereinigten Staaten anlief.
In Deutschland wurde der Streifen unter den Titeln Sexy Devil respektive Shortcut to Happiness – Der Teufel steckt im Detail 2009 auf DVD herausgebracht.

## Rezeption
Der Film wurde nur selten besprochen und bekam zum Teil verheerende Kritiken, die vor allem auf die mangelnden regielichen Fähigkeiten des Schauspielers Baldwin abzielten.

„Remake des Hollywood-Klassikers ‚Der Teufel und Daniel Webster‘ (‚The Devil and Daniel Webster‘, 1941) von William Dieterle, dessen Herstellung von erheblichen Querelen begleitet wurde.“

Variety wies zum Jahresanfang 2007 in einem Artikel vor allem auf die großen Probleme bei der Fertigstellung und Veröffentlichung dieses Films hin.